# ینس هویروپ

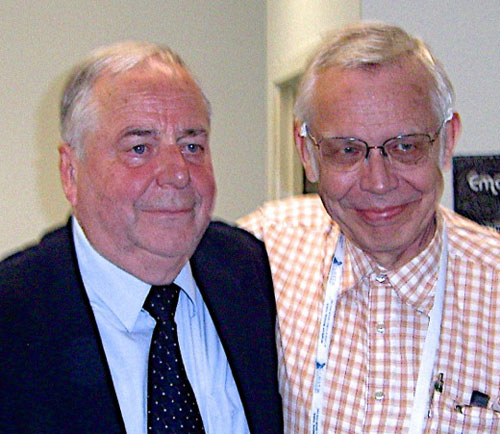
ینس اگد هویروپ (سمت راست با عینک) - ۲۰۱۳

ینس اگد هویروپ (به دانمارکی: Jens Egede Høyrup) (زاده ۱۹۴۳ در کپنهاگ) تاریخ‌نگار ریاضیات اهل دانمارک است.

## زندگی و کارنامه
هویروپ از سال ۱۹۶۲ تا ۱۹۶۹ در دانشگاه کپنهاگ با تاکید بر فیزیک نظری، ریاضیات و فیزیک خواند و در ۱۹۶۹ درجه دکترا را زمینه نظریه فیریک ذرات بنیادی دریافت کرد. وی سپس از سال ۱۹۷۳ تا ۱۹۷۶ استاد فیزیک در دانشگاه مهندسی دانمارک بود و در سال ۱۹۹۵ درجه شایستگی را دریافت کرد و از سال ۲۰۰۵ استاد بازنشسته است. در سالهای ۲۰۰۴/۵ به عنوان پژوهشگر مهمان در موسسه ماکس پلانک برلین بود و در سالهای ۲۰۰۸/۹ کرسی سارتن در دانشگاه گنت در بلژیک را داشت.
هویروپ متخصصی با شهرت جهانی در زمیه ریاضیات بابل است ولی به زمینه های دیگر تاریخ ریاضیات همچون سنت محاسبه ای ایتالیا در سده های میانی و ریشه های آن در ریاضیات خاورمیانه و همچنین پرسشهای فلسفی و اجتماعی درباره تاریخ ریاضیات نیز می پردازد. وی در سال ۲۰۱۳ جایزه کنت ا. می را دریافت کرد.

## آثار
- Lengths, Widths and Surfaces. A portrait of old babylonian algebra and its kin, Springer 2002
- with Bernhelm Booß-Bavnbek Mathematics and War, Birkhäuser 2003
- Von Mathematik und Krieg, Schriftenreihe Wissenschaft und Frieden, Nr.1, Marburg, Bund demokratischer Wissenschaftler, 1984
- Mathematicians and war: an invitation to revisit, Mathematical Intelligencer, 2003, Nr.3
- Editor with Peter Damerow: Changing views on ancient near eastern mathematics, Berliner Beiträge zum Vorderen Orient Bd.19, Dietrich Reimer 2001 (aus entsprechendem Seminar an der FU Berlin seit 1983)
- Jacopo da Firenzes Tractatus algorismi and early italian abacus culture, Science Network- Historical Studies Bd.34, Birkhäuser 2007
- Algebra and naive geometry: an investigation of some basic aspects of Old Babylonian mathematical thought, Altorientalische Forschungen, Band 17, 1990, S. 27-69, 262-354